# Ville-sur-Illon
Ville-sur-Illon là một xã ở tỉnh Vosges, vùng Grand Est, Pháp. Xã này có diện tích 17,89 kilômét vuông dân số năm 1999 là 460 người. Xã này nằm ở khu vực có độ cao trung bình 325 m trên mực nước biển.
Người dân địa phương danh xưng tiếng Pháp là Vilains.

## Hành chính
| Danh sách các xã trưởng                |           |              |      |         |
| Giai đoạn                              | Giai đoạn | Tên          | Đảng | Tư cách |
| tháng 3 2001                           | 2014      | Paul Étienne |      |         |
| Tất cả các dữ liệu trước đây không rõ. |           |              |      |         |

## Biến động dân số
| 1962                                         | 1968 | 1975 | 1982 | 1990 | 1999 |
| -------------------------------------------- | ---- | ---- | ---- | ---- | ---- |
| 568                                          | 593  | 505  | 479  | 466  | 460  |
| Số liệu từ năm 1962: Dân số không tính trùng |      |      |      |      |      |